# Lyonia lucida
Lyonia lucida är en ljungväxtart som först beskrevs av Jean-Baptiste de Lamarck, och fick sitt nu gällande namn av C. Koch. Lyonia lucida ingår i släktet Lyonia och familjen ljungväxter. Inga underarter finns listade i Catalogue of Life.

## Bildgalleri

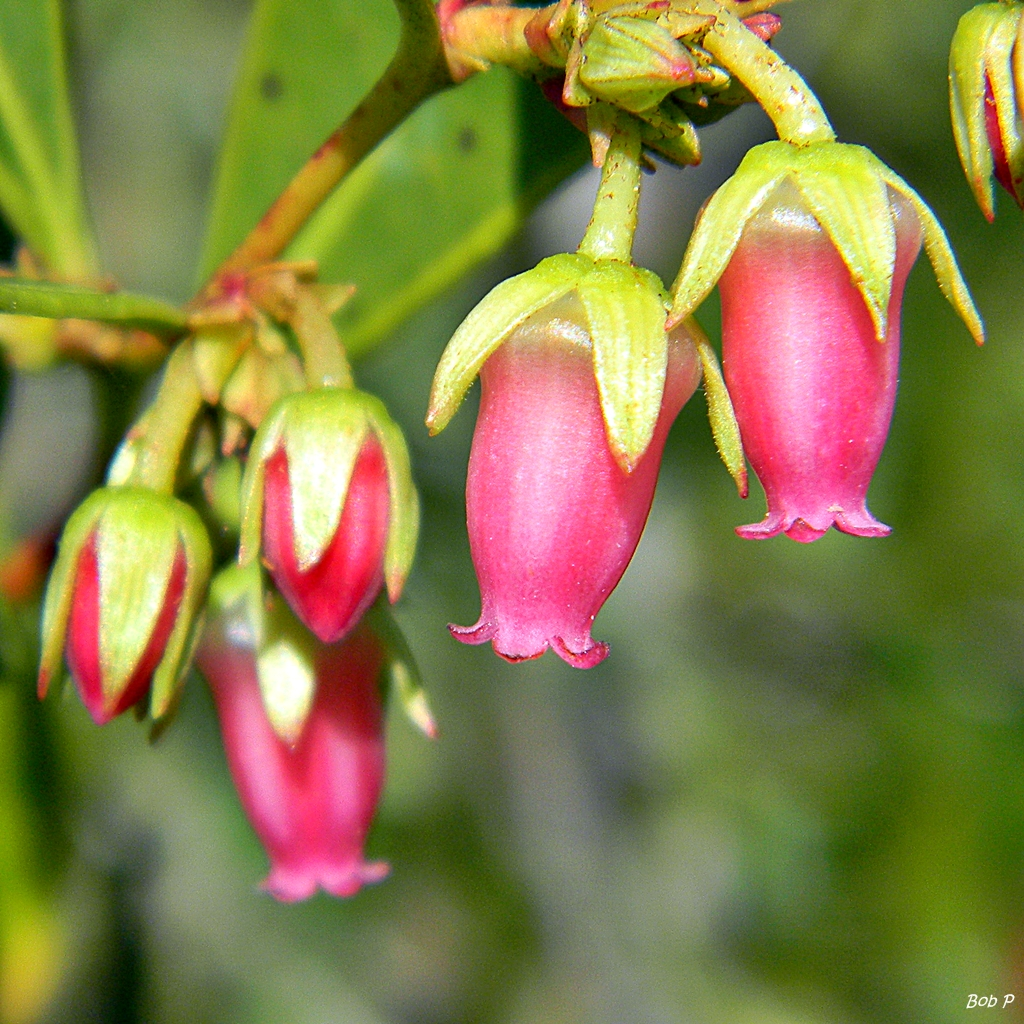
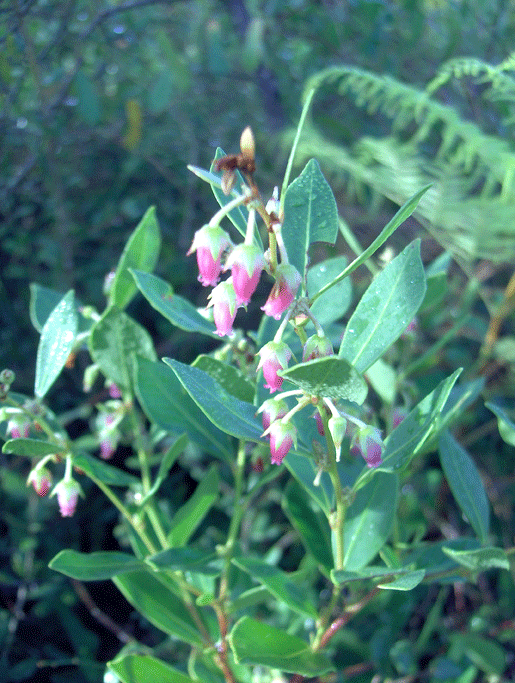
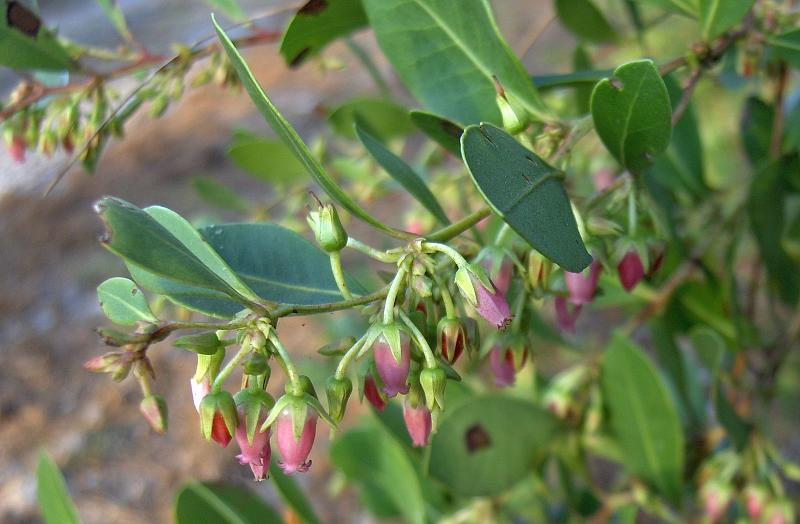
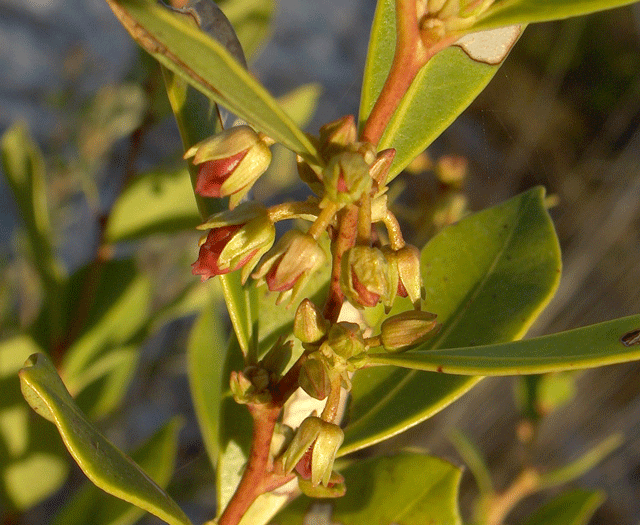
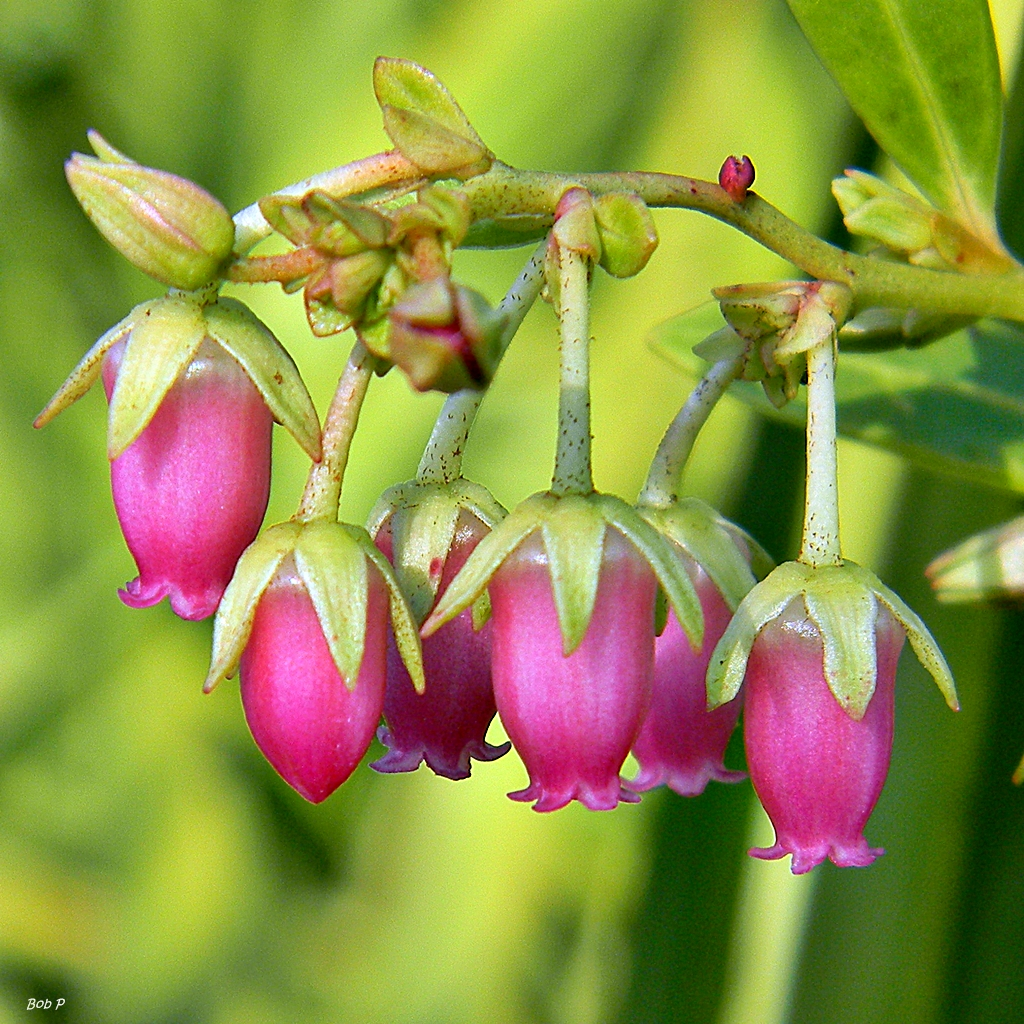
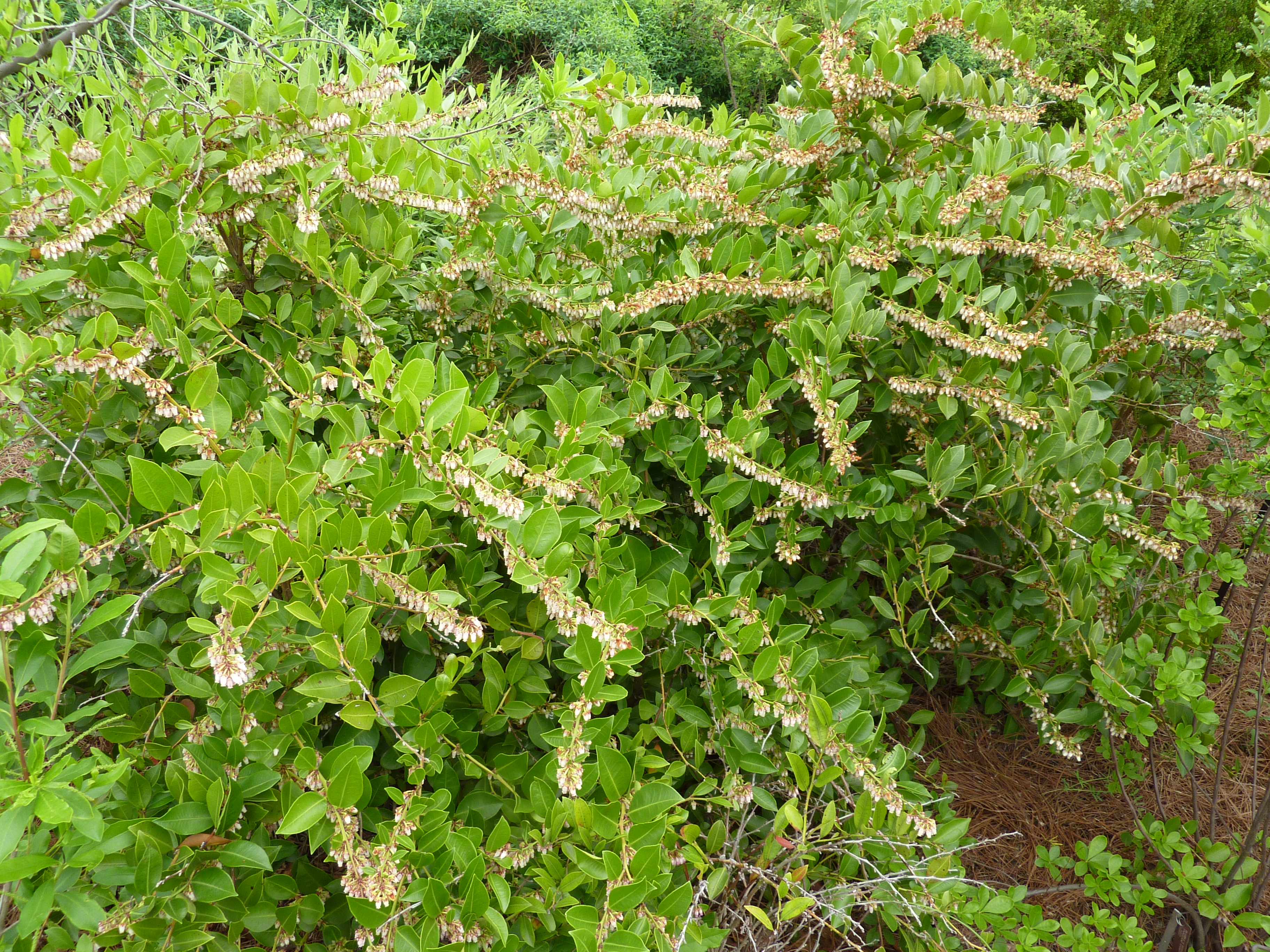